# Onomyšl
Onomyšl (en allemand : Wonomischl) est une commune du district de Kutná Hora, dans la région de Bohême-Centrale, en République tchèque. Sa population s'élevait à 321 habitants en 2020.

## Géographie
Onomyšl se trouve à 5 km au nord-est d'Uhlířské Janovice, à 12 km au sud-ouest de Kutná Hora et à 55 km à l'est-sud-est de Prague.
La commune est limitée par Suchdol au nord, par Vidice et Košice à l'est, par Nepoměřice au sud-est, et par Rašovice au sud-ouest et à l'ouest.

## Histoire
La première mention écrite de la localité date de 1290.

## Administration
La commune se compose de cinq quartiers :
- Onomyšl
- Budy
- Křečovice
- Miletín
- Rozkoš

## Transports
Par la route, Nepoměřice se trouve à 6 km d'Uhlířské Janovice, à 15 km de Kutná Hora et à 77 km de Prague.